# 密花黄耆
密花黄耆（学名：Astragalus densiflorus）为豆科黄芪属的植物。分布在中亚以及中国大陆的青海、四川、新疆、西藏等地，生长于海拔2,600米至5,000米的地区，常生长在山坡或河边砂砾地，目前尚未由人工引种栽培。